# Włodzimierz Ledóchowski (jezuita)
Włodzimierz Dionizy Ledóchowski SJ, Halka-Ledóchowski (ur. 7 października 1866 w Loosdorfie, zm. 13 grudnia 1942 w Rzymie) – austriacki hrabia, polski jezuita, 26. przełożony generalny Towarzystwa Jezusowego. Zwolennik faszyzmu włoskiego, propagator antysemityzmu i antykomunizmu w polityce Watykanu.

## Życiorys i rodzina
Urodził się w Loosdorf, blisko St. Pölten (Dolna Austria) jako jedno z dziewięciorga dzieci hrabiego Antoniego Augusta Ledóchowskiego (1823–1885), rotmistrza huzarów i szambelana cesarskiego i Józefiny z d. Salis-Zizers (1831–1909) z pochodzenia Szwajcarki, wnuk generała Ignacego Ledóchowskiego. Jego stryjem był kardynał i prymas Polski Mieczysław Halka-Ledóchowski. Dwie siostry, Julia (święta Urszula Ledóchowska) i Maria Teresa (błogosławiona Maria Ledóchowska), wybrały życie klasztorne. Brat, Ignacy Kazimierz Ledóchowski, został generałem dywizji w Wojsku Polskim. 
Ledóchowski był w latach 1877–1881 austriackim cesarsko-królewskim paziem.
Studiował na Theresianum w Wiedniu, gdzie służył jako dworzanin cesarzowej Elżbiety Bawarskiej (Sisi, 1837–1898). Studiował także prawo na Uniwersytecie Jagiellońskim, po czym został przyjęty do seminarium duchownego.
Po dwóch latach studiów na Uniwersytecie Gregoriańskim w Rzymie, w 1889, wstąpił do zakonu jezuitów. Pięć lat później otrzymał święcenia kapłańskie. Wkrótce został mianowany przełożonym zakonu w Krakowie. Wspólnie z Adelą Dziewicką założył tam Katolickie Stowarzyszenie Służby Żeńskiej. W 1901 został wiceprowincjałem, a rok później prowincjałem prowincji galicyjskiej. Od 1906 do lutego 1915 był asystentem generała (jak określa się przełożonego generalnego) obejmującej Niemcy, Austrię, Węgry, Galicję, Belgię i Holandię asystencji niemieckiej, Franza Xavera Wernza. W 1914 rozprowadził w Watykanie włoskie tłumaczenie antysemickiej mowy wiedeńskiego jezuity Viktora Kolba, założyciela Stowarzyszenia Piusa X w Austrii (1905), która oskarżała Żydów o dążenie do „supremacji w każdej formie” i głosiła hasło „ochrony ludu niemieckiego” przed „destrukcyjnym działaniem Żydów”.
Po śmierci Wernza Ledóchowski został w drugim głosowaniu 11 lutego 1915 wybrany dwudziestym szóstym generalnym przełożonym zakonu. Zwołał w czasie swojej kadencji dwie kongregacje generalne: dwudziestą siódmą, która odbyła się w Kolegium Germanicum w Rzymie, w celu dostosowania prawa zakonnego do nowego prawa kanonicznego ogłoszonego w 1917 oraz dwudziestą ósmą (12 marca – 9 maja 1938) w celu omówienia metod zwalczania komunizmu i wyboru wikariusza generalnego, który wspierałby Ledóchowskiego w rządach. Na mocy konkordatu zawartego pomiędzy faszystowskimi Włochami a Watykanem w 1929 zakon odzyskał posiadłości w Rzymie. Pod rządami Ledóchowskiego zakon rozwinął działalność na terenie obu Ameryk i Azji, a sam generał cieszył się rosnącym znaczeniem w Watykanie, mimo że Pius XI miał opinię niepodatnego na wpływy. Wrogo nastawiony wobec Polaków były kanclerz niemiecki Bernhard von Bülow był pod wrażeniem pozycji zajmowanej przez Ledóchowskiego w Watykanie i opisał go jako „urodzonego arystokratę”.
Jego wybór był postrzegany na Zachodzie jako sukces polityczny Niemiec (choć „The New York Times” określił elekta „rosyjskim Polakiem”), a wycofanie się przez Ledóchowskiego do rodowego zamku Zizers w Szwajcarii na wieść o przystąpieniu Włoch do wojny po stronie ententy w 1915 wzbudziło podejrzenia wśród służb francuskich i angielskich. Według Davida Kertzera Ledóchowski został wówczas wydalony jako obywatel wrogiego państwa. W okresie I wojny światowej Ledóchowski kierując się interesami Kościoła katolickiego okazywał jednak poparcie dla Francji, a w 1916 był obecny przy złożeniu przez przedstawiciela dyplomatycznego Rosji propozycji przymierza z Watykanem i wyraził zainteresowanie zbliżeniem katolicyzmu i prawosławia.
Ledóchowski jeszcze przed 1915 był doradcą Stolicy Apostolskiej do spraw Rosji. W 1922 Pius XI w liście do Ledóchowskiego powierzył funkcjonujący od 1917 Papieski Instytut Wschodni jezuitom. Przekazał w ich ręce także powołane w 1929 Collegium Russicum, którego zadaniem było przygotowanie do konwersji Rosji po spodziewanym upadku rządu radzieckiego. W okresie międzywojennym Ledóchowski był głównym inspiratorem antykomunizmu w polityce Watykanu i próbował w swoich listach przekonać Piusa XI, sekretarza stanu Pietro Gasparrego i innych kardynałów o zagrożeniu chrześcijaństwa ze strony ZSRR jako żydowskiego projektu władzy nad światem, przejawiając poglądy zbliżone do kontrrewolucyjnych środowisk rosyjskich, z których pochodziły Protokoły mędrców Syjonu. Pius XI zareagował na antysemickie teorie Ledóchowskiego zapisując obok twierdzenia o żydowskiej odpowiedzialności za rewolucję rosyjską w otrzymanym od niego liście słowo verificare („sprawdzić”) i nie wspomniał o Żydach ani słowem w wymierzonej przeciw komunizmowi encyklice Divini redemptoris.
Ledóchowski sprzyjał ruchowi faszystowskiemu Benito Mussoliniego od czasu jego utworzenia, w czym odbiegał od stanowiska Piusa XI, a zbliżał się do Eugenio Pacellego (późniejszego Piusa XII, od 1930 sekretarza stanu). W październiku 1922 skrytykował redaktora oficjalnego watykańskiego czasopisma La Civiltà Cattolica, jezuitę Enrico Rosę, za atakowanie faszyzmu, a w 1929 w okresie po zawarciu traktatów laterańskich obwinił Rosę o wzniecanie gniewu Piusa XI przeciw Mussoliniemu. W 1935 na życzenie ambasadora włoskiego przy Stolicy Apostolskiej, hrabiego Bonifacio Pignattiego, odwołał długoletniego redaktora jezuickiego tygodnika America Wilfrida Parsonsa i zastąpił go Francisem Talbotem, zwolennikiem faszystowskiego kaznodziei Charlesa Coughlina. Bronił włoskiej agresji na Etiopię w 1935 nazywając krytykę światowej opinii publicznej „pretekstem, z którego korzysta międzynarodowy judaizm, aby przyspieszyć swój atak na zachodnią cywilizację” i twierdząc, że brytyjski sekretarz spraw zagranicznych Anthony Eden, który na próżno domagał się objęcia dostaw ropy naftowej sankcjami Ligi Narodów wobec Włoch, działa pod wpływem Żydów, „a zwłaszcza Rothschildów”.
Ledóchowski założył Instytut Biblijny przy Uniwersytecie Gregoriańskim. Wspierał budowę nowych budynków Uniwersytetu Gregoriańskiego u stóp Kwirynału oraz wybudował nową kurię zakonu przy Borgo S. Spirito (100 m od Placu św. Piotra). Przy pracach nad konkordatem wielkie zasługi miał jezuita Pietro Tacchi Venturi.
Zmarł w Rzymie. Po uroczystościach pogrzebowych w kościele Gesù ciało zostało złożone w mauzoleum na Campo Verano.

## Kontrowersje dotyczące ingerencji Ledóchowskiego w encykliki Piusa XI

### EncyklikaMit brennender Sorge
W 1937 Pius XI wydał na prośbę biskupów niemieckich encyklikę Mit brennender Sorge, w której potępił kult rasy, narodu i państwa jako bałwochwalstwo. Ledóchowski należał obok Eugenio Pacellego do przedstawicieli papieskiego otoczenia, którzy naciskali na zajęcie łagodniejszego stanowiska, argumentując to obawą o wypowiedzenie przez Hitlera konkordatu. W rezultacie z encykliki zniknęło odniesienie do narodowego socjalizmu oraz opracowany przez Święte Oficjum wykaz błędów zilustrowanych cytatami z Mein Kampf. Nie było w niej także żadnej wzmianki o prześladowaniu Żydów w Niemczech. Ledóchowski przekonywał papieża, aby przygotowując tekst „unikać zagłębiania się w bardzo trudne i subtelne kwestie”.

### EncyklikaHumani generis unitas
W 1938 Pius XI zdecydował, że Watykan powinien zająć stanowisko w kwestii antysemityzmu i 22 czerwca zlecił zaproszonemu przez siebie Amerykaninowi Johnowi LaFarge'owi juniorowi, którego książkę Interracial Justice (1937) przeczytał z aprobatą, przygotowanie encykliki potępiającej rasizm i antysemityzm (Humani generis unitas). Uczynił to z pominięciem zwykłej procedury, nie angażując sekretarza stanu Pacellego ani Ledóchowskiego. David Kertzer dowodzi, że Ledóchowski nie tylko dopilnował stępienia wymowy tego dokumentu, ale także faktycznie udaremnił jej ogłoszenie. LaFarge, który nie był pewny własnych sił wobec powierzonego zadania, otrzymał propozycję pomocy od Ledóchowskiego, który przydzielił mu w tym celu dwóch jezuitów, Gustava Gundlacha i Gustave'a Desbuquoisa. Gundlach był autorem hasła o antysemityzmie w niemieckiej encyklopedii teologicznej, gdzie rozróżnił antysemityzm sprzeczny z duchem chrześcijaństwa, motywowany dążeniem do czystości rasowej, od antysemityzmu zgodnego z nauką Kościoła, zwalczającego duchowe wpływy żydowskie na społeczeństwo. LaFarge powrócił do Ledóchowskiego we wrześniu 1938 z opracowanym przez zespół gotowym tekstem, który potępiał rasizm, wyrażając przy tym nadzieję na konwersję Żydów i przyznając władzom świeckim prawo do podjęcia „sprawiedliwych i humanitarnych” środków ochrony chrześcijan przed żydowskim zagrożeniem w sferze ducha. Ledóchowski nie przekazał tekstu papieżowi, natomiast przesłał skróconą wersję swojemu dawnemu współpracownikowi Enrico Rosie, autorowi artykułów antyżydowskich w La Civiltà Cattolica i zdeklarowanemu przeciwnikowi równouprawnienia Żydów. Pismo chwaliło wówczas ustawy antyżydowskie Miklósa Horthyego na Węgrzech. Gundlach doradził LaFarge'owi usprawiedliwić się przed papieżem, żeby uniknąć zarzutu o sabotowanie projektu z polecenia Ledóchowskiego. 
Gdy Pius XI skrytykował przepisy antyżydowskie wprowadzone we Włoszech w lipcu 1938 w ramach „Manifestu Rasy” jako naśladownictwo nazistowskich Niemiec, broniąc przy tym politycznego zaangażowania Akcji Katolickiej, Mussolini zarządził cenzurę w prasie włoskiej, a ambasador Pignatti próbował naciskać poprzez Pacellego na uznanie ras w doktrynie katolickiej. Gdy to nie dało rezultatu, Pignatti wyruszył 4 sierpnia 1938 na spotkanie z Ledóchowskim, który tłumaczył, że papież stracił rozum z powodu postępującej choroby, ukrywa plany przed Pacellim i nie słucha jego rad. Ledóchowski wyraził wówczas opinię, że „Bóg nie wysłuchał modlitwy papieża [o zabranie jego duszy], wskutek czego Kościół przechodzi obecnie przez poważny kryzys”, a na zakończenie rozmowy obiecał „znaleźć rozwiązanie”, żeby oddalić groźbę pogorszenia relacji Watykanu z faszystowskim rządem. 
Pius XI otrzymał projekt encykliki Humani generis unitas 21 stycznia 1939. Po jego zgonie 9 lutego 1939 według relacji kardynała Eugène'a Tisseranta na biurku znaleziono tekst encykliki oraz mowę do biskupów włoskich z okazji dziesiątej rocznicy traktatów laterańskich. Jezuita Walter Abbott twierdził, że projektowi encykliki towarzyszyła nota Domenico Tardiniego informująca, że papież żąda bezzwłocznego przekazania mu tekstu. Ostatnia mowa Piusa XI, upubliczniona w 1959 przez Jana XXIII, oskarżała prasę o wykrzywianie jego słów i negowanie prześladowań w Niemczech połączone z atakami na Watykan za mieszanie się w politykę, a także przestrzegała biskupów przed szpiegami gotowymi donosić dla idei lub dla zaszczytów.
Późniejsze odkrycie wersji tekstu planowanej encykliki i przeprowadzona w latach 60. i 70. seria wywiadów z żyjącymi uczestnikami prac nad dokumentem zdają się potwierdzać niechęć Ledóchowskiego do sformułowania przez Watykan stanowiska krytycznego wobec nazistowskich Niemiec i faszystowskich Włoch. Zapytany o korespondencję Ledóchowskiego w sprawie encykliki jego dawny współpracownik, Edmond Lamalle, stwierdził w liście z 1973, że generał przykładał szczególną wagę do usuwania pism niezwiązanych z pracą zakonu, z których ostatnia partia została zniszczona w czasie wojny z powodu „obecności wrogich władz”.
W obronie Ledóchowskiego przed zarzutem rasizmu przytaczany jest fragment z jego biogramu w Polskim Słowniku Biograficznym (t. XVI, z. 6) autorstwa Bronisława Natońskiego. Zgodnie z nim Ledóchowski „[s]zczególną uwagę przywiązywał do misji zamorskich, zwłaszcza w Chinach, Indiach i krajach muzułmańskich. Domagał się od misjonarzy, by zapoznali się z rodzimą kulturą i literaturą krajów misyjnych, popierał kształcenie kleru tubylczego i zakładanie nowicjatów jezuickich dla Murzynów, Hindusów, Chińczyków i Japończyków”. W odniesieniu do Żydów pogląd o możliwości ich nawrócenia był wyrażany w opracowanej z udziałem Gustava Gundlacha wersji encykliki Humani generis unitas. Ledóchowski przekazał jednak tę wersję do dalszej redakcji. Pogląd taki pojawił się też w redagowanym zbiorowo przez jezuitów pod nadzorem ich generała piśmie La Civiltà Cattolica, które za kadencji Ledóchowskiego publikowało agresywną retorykę antysemicką w ramach zwalczania komunizmu i modernizmu. Po ogłoszeniu Mit brennender Sorge w 1937 pismo złagodziło ton na kilka miesięcy i nie rezygnując z potępienia Żydów jako propagatorów materialistycznego, bezbożnego i niemoralnego sposobu życia zaapelowało do katolików o zaniechanie antysemickich zachowań, aby zachęcić Żydów do konwersji na katolicyzm.